# Roland Theis
Roland Theis (* 17. März 1980 in Neunkirchen (Saar)) ist ein deutscher Politiker (CDU). Er ist seit 2025 Mitglied des Deutschen Bundestages. Von 2009 bis 2017 und von 2022 bis 2025 war er Abgeordneter im Landtag des Saarlandes. Von 2017 bis 2022 war er Staatssekretär im Ministerium der Justiz des Landes Saarland und Bevollmächtigter des Saarlandes für die Angelegenheiten der Europäischen Union.

## Leben
Nach dem Studium der Rechts- und Politikwissenschaften an der Universität des Saarlandes und der Universität Paul Cézanne Aix-Marseille III legte Theis jeweils mit Prädikat sein erstes juristisches Staatsexamen 2005 und sein Assessorexamen 2008 ab. Er war Stipendiat der Konrad-Adenauer-Stiftung. Theis arbeitete als Jurist bei der Landesbank Saar und war Lehrbeauftragter an der Universität des Saarlandes unter anderem für Staats- und Medienrecht. Außerdem hat er einen Lehrauftrag an der Université de Lorraine in Nancy für Staatsrecht inne und unterrichtete unter anderem an der Université Paris II Panthéon-Assas deutsches Verwaltungsrecht. Seit dem Sommersemester 2022 lehrt er am Institut d’Études Politiques de Paris (SciencesPo). Er ist Absolvent des Marshall Memorial Fellowship des German Marshall Fund sowie des American Jewish Committee. Er hat neben der deutschen auch die französische Staatsbürgerschaft. Theis ist verheiratet und hat zwei Kinder.

## Politik
Von 2005 bis 2010 war Theis Landesvorsitzender der Jungen Union Saar und war zudem von 2005 bis 2012 stellvertretender Vorsitzender der Internationalen Kommission der JU Deutschlands. Roland Theis ist seit 2018 Kreisvorsitzender des CDU-Kreisverbandes Neunkirchen / Saar.
2009 kandidierte er erstmals auf der Landesliste der CDU für den Landtag und wurde als Abgeordneter gewählt. 2012 erfolgte seine Wiederwahl. Theis wurde im November 2010 zum Generalsekretär der CDU-Saarland gewählt. Im November 2014 wurde er in diesem Amt bestätigt.
Von 2012 bis 2015 war er stellvertretender Fraktionsvorsitzender, ab November 2015 parlamentarischer Geschäftsführer der CDU-Landtagsfraktion Saarland. Bei der Landtagswahl im Saarland 2017 wurde Theis wiedergewählt, musste das Mandat als Staatssekretär für Justiz und Europa im Kabinett Kramp-Karrenbauer III jedoch aufgeben. Am 26. April 2022 schied er mit dem Antritt des Kabinetts Rehlinger aus diesem Amt wieder aus. Bei der Europawahl 2019 war Theis Spitzenkandidat der CDU Saar, verfehlte jedoch trotz des besten Landesergebnisses für die CDU den Einzug ins Parlament.
Bei der Landtagswahl 2022 wurde er erneut in den Landtag gewählt. Im Zuge der Diskussionen um die Nachfolge für den Landesvorsitz der Saar-CDU lehnte Theis eine Kandidatur aus familiären Gründen ab.
Bei der Bundestagswahl 2025 konnte er den Bundestagswahlkreis St. Wendel gewinnen und zog als Abgeordneter in den 21. Deutschen Bundestag ein. Im Zuge dessen legte er sein Landtagsmandat nieder; für ihn rückte Sebastian Schorr in den Landtag nach. Seit dem 13. Mai 2025 ist er als Nachfolger von Nadine Schön Vorsitzender der CDU Landesgruppe Saarland. Er ist ordentliches Mitglied im Verteidigungsausschuss und Ausschuss für die Angelegenheiten der Europäischen Union sowie stellvertretendes Mitglied im Petitionsausschuss und im Auswärtigen Ausschuss. 

## Ehrenamt
Von 2018 bis 2022 war Roland Theis Vorsitzender des Aufsichtsrats der Landesentwicklungsgesellschaft des Saarlandes.
Als erster Saarländer gehört er von 2014 bis zu ihrem Aufgehen in das Deutsch-Französische Jugendwerk dem Verwaltungsrat der Fondation Entente Franco-Allemande (FEFA) an. Ziel der FEFA war es, die deutsch-französischen Beziehungen in der Großregion zu fördern.
2014 wurde er in die Parteireformkommission „Meine CDU 2017“ der CDU Deutschlands berufen.
Im Rahmen des Projekts Business Act Grand Est der Région Grand Est sowie der Präfektur des Grand Est leitete Theis im Jahr 2001 als einziger politischer Vertreter aus Deutschland die Arbeitsgruppe zu den grenzüberschreitenden Beziehungen.
2022 übernahm Theis den Vorsitz des Conseil d‘ISFATES, dem Beirat des deutsch-französischen Hochschulinstituts, mit Sitz in Metz.
Roland Theis ist Mitglied der überparteilichen Europa-Union Deutschland, die sich für ein föderales Europa und den europäischen Einigungsprozess einsetzt.